# Krka
Krka je najdaljši desni pritok Save v Sloveniji. Izvira v Suhi krajini, teče najprej proti jugovzhodu, nato zavije na severovzhod, teče skozi Novo mesto in po vsej dolžini po Krški kotlini ter se pri Brežicah izliva v Savo. Po dolžini je druga najdaljša povsem slovenska reka (za Savinjo) in največja reka na Dolenjskem.
Večji levi pritoki so Višnjica, Prečna, Radulja, Račna, Lokavec in Senuša.
Večji desni pritoki so Globočec, Radeščica, Sušica (pri Dolenjskih Toplicah), Težka voda, Pendirjevka>Čadraški potok in Sušica (pri Podbočju).

## Opis reke
Krka se začenja v zahodni Suhi krajini v zatrepni dolini, ki jo v polkrogu obdajajo gozdnata apnenčasta pobočja. V njenem dnu je slikovit kraški izvir Pod jamo, nekaj metrov niže od Krške jame. V njem prihaja na površje voda iz širšega kraškega zaledja, največji del iz 5 km oddaljenih ponorov na jugovzhodnem koncu Radenskega polja. Le malo niže se ji z leve pridruži Poltarica, ki prav tako priteka iz kraškega izvira na južni strani vasi Gradiček, in še malo naprej z leve Višnjica, edini nekraški pritok v celotnem zgornjem toku.
Sprva teče 28 km daleč proti jugovzhodu po široki dolini, nastali vzdolž žužemberškega preloma, ki ima zelo nenavaden prečni prerez: reka teče večino poti po ozki, 10–25 m globoki dolini s strmimi pobočji, ki si jo je izdelala v živoskalno podlago starejše doline, od katere je ostalo 1–2 km široko dno na obeh straneh reke, na katerem so našle obilo prostora številne vasi in njihova polja. Na poti skozi Suho krajino se Krka neopazno povečuje, saj priteka vanjo z obeh strani voda iz kraškega podzemlja Suhe krajine. Mnogi so drobni izviri, ki se okrepijo le ob dolgotrajnih deževjih, nekateri pa so prav mogočni, kot npr. Globočec, desni pritok pri Zagradcu, iz katerega se s pitno vodo oskrbuje velik del Suhe krajine. Tominčev studenec na desnem bregu Krke pod Podgozdom je eden naših najizdatnejših kraških izvirov – ob visoki vodi doseže pretok do 10 m3/s.
Posebnost tega dela doline so lehnjakovi pragovi, saj je Krka naša edina večja reka, ki odlaga lehnjak (domačini mu pravijo lahkovec ali lahki kamen); najštevilnejši in najlepši so med Zagradcem in Žužemberkom ter med Dvorom in Gornjim Kotom. Lehnjak je iz kalcijevega karbonata (CaCO3), ker pa se odlaga na mahovih in drugem vodnem rastlinju, je zelo luknjičast in lahek ter razmeroma mehak in so ga nekoč uporabljali tudi kot gradbeni kamen. Ob lehnjakovih pragovih so nekoč delovali številni mlini in žage, ki so danes vsi razen enega opuščeni.
Pod Dvorom se značaj doline Krke povsem spremeni: široka dolina preide v ozko, kakšnih 5 km dolgo sotesko med strmima pobočjema Ajdovske planote na severni in Kočevskega Roga na južni strani. Na spodnjem koncu soteske so ostanki istoimenskega gradu, kmalu za njim pa napravi reka izrazito koleno in se usmeri proti severovzhodu. Z desne se ji pridružita Radeščica in Sušica, dolina pa se razširi v majhno Straško kotlinico. To je ena najmlajših tektonskih udorin v Sloveniji, saj se je po mnenju geologov pogreznila šele v pleistocenu. Z leve se vanjo izliva potok Prečna, z desne dobi nekaj manjših pritokov iz kraškega predgorja Gorjancev.
Malo naprej se Krka ponovno zaje v živoskalno podlago in v dveh zavojih teče skozi Novo mesto, ki je s starim delom stisnjeno na notranjo stran Krkinega okljuka. Tudi še naprej teče po ožji dolini 20–30 m niže od rahlo valovitih in nekoliko zakraselih teras, vse do Otočca, kjer na enem od lehnjakovih otočkov stoji grad Otočec. Malo niže, pri Dolenjem Kronovem, se Krka spremeni v počasno nižinsko reko. Ob njej je čedalje širša poplavna ravnica, ki se na desni strani komaj opazno dvigne v ogromen šentjernejski vršaj. Z desne strani priteče vanjo več potokov z Gorjancev, z leve pri Dobravi Radulja, nato pa vijuga naprej proti vzhodu in se pri Kostanjevici na Krki spet približa vznožju Gorjancev. Na levi strani jo spremlja obsežen Krakovski gozd, naš največji nižinski gozd.
Na Krško-Brežiškem polju je Sava v zadnji ledeni dobi nasula obsežen prodni vršaj, ki je Krko ponovno potisnil čisto ob vznožje Gorjancev, tako da se lahko izlije v Savo šele tik ob vznožju gričevja pri Brežicah.

## Hidronim in etimologija
Starogrški geograf Strabon je Krko imenoval Κορκόρας, vendar izvor imena ni poznan. Etimologi menijo, da je sedanje ime reke nastalo prek romanskega imena Corca, to pa naj bi imelo izvor v predromanski besedi krkā = močvirna. V starejših zapisih se ime navaja v različnih oblikah, mdr. kot Corca (799), Gurka (1062), Gurca (1209), Gurka fluvio (1249), Kierka (1295), Gurke (1423) itd.

## Hidrogeografija
Krka ima v celotnem toku izrazit dinarski tip dežno-snežnega režima s skoraj enakovrednima viškoma pretokov v spomladanskih (marec–april) in poznojesenskih mesecih (oktober–december); prvi višek je posledica taljenja snega in deloma spomladanskih deževij, jesenski višek prinesejo obilna jesenska deževja. Avgustovski nižek je veliko izrazitejši kot zimski, saj imamo na dinarskem krasu tudi v zimskih mesecih pogosto dež, deloma pa je to posledica kraške retinence, zaradi katere se v kraškem podzemlju zadrži precejšen delež vode od jesenskih deževij in le počasi odteka v površinske vode.
Najmanjši in največji zabeleženi pretoki Save v obdobju 1971–2000 (m3/s) 
| Vodomerna postaja | Najmanjši pretok (datum) | Največji pretok (datum) | Povprečni letni pretok |  |
| ----------------- | ------------------------ | ----------------------- | ---------------------- |  |
| Podbukovje        | 0,8 (20.8.1992)          | 79,9 (25.9.1973)        | 7,9                    |  |
| Dvor              | 1,76 (2.8.1988)          | 211 (6.10.1998)         | 16,9                   |  |
| Gorenja Gomila    | 4,24 (10.10.1983)        | 243 (23.10.1993)        | 42,9                   |  |
| Podbočje          | 3,0 (12.7.1994)          | 356 (22.11.1991)        | 51,9                   |  |

Krka je zlasti v zgornjem in srednjem toku prava kraška reka, saj dobiva skoraj vso vodo iz kraških izvirov. Zaradi vpliva kraške retinence je odziv reke na močnejše padavine časovno zamaknjen za nekaj dni, odvisno od predhodne količine vode v kraškem podzemlju. Tudi najvišji pretoki so veliko manj izraziti, a daljši kot pri naših hudourniških rekah. V ozki dolini ob zgornjem toku tudi ne poplavlja.
Povsem drugačna reka je v spodnjem toku od Otočca navzdol. Tu se ob reki začenja široka poplavna ravnica, po kateri se Krka razliva ob vsakem nekoliko višjem vodostaju, včasih tudi večkrat letno. Tovrstne redne poplave se razlijejo le po bližnjih travnikih do 300 m na vsako stran reke in ne povzročajo veliko škode, saj so najbližji deli poplavne ravnice skoraj neposeljeni, poplavne vode pa tečejo razmeroma mirno in po nekaj dneh tudi odtečejo. Pogoste so tudi hujše poplave, ki lahko naredijo veliko škodo na kmetijskih zemljiščih in segajo tudi do naselij. Zaradi nasipanja finega mulja ob poplavah se poplavna ravnica počasi zvišuje, tako da se reka v zadnjih desetletjih ob poplavah razlije bolj na široko kot nekoč in ogroža naselja. Poseben položaj ima Kostanjevica na Krki, ki stoji na poplavni ravnici v okljuku Krke in je takorekoč povsem nemočna pred hudimi poplavami. Najhuje je bilo septembra 1933, ko je imela v Podbočju najvišji doslej zabeleženi pretok (408 m3/s), povsem je bila Kostanjevica pod vodo tudi ob poplavi 19. septembra 2010.
V Krakovskem gozdu se poplavam Krke pridružijo še poplave ob njenih levih pritokih iz Krškega hribovja in tu poplavne vode zastajajo dlje časa. Krka poplavlja tudi pred izlivom v Savo od Bušeče vasi navzdol, težave s poplavami imajo tudi v Krški vasi, ki jo Krka poplavlja, kadar ji narasla Sava prepreči izlivanje v glavno reko; to se je npr. zgodilo ob poplavah 2. novembra 1990 in še huje 19. septembra 2010.

## Kakovost vode
Po podatkih ARSO je bila Krka leta 2009 v dobrem kemijskem stanju, razen na odseku Soteska–Otočec, kjer so v vodi odkrili presežene vrednosti tributilkositrove spojine TBT – v povprečju 0,00104 μg/l. Za leto 2010 so v isti publikaciji objavili, da je ekološko in kemijsko stanje Krke zelo dobro do dobro.
Že leta 2008 so na Inštitutu Jožef Stefan pri analizi vzorcev iz Krke odkrili povečani koncentraciji tributilkositra (TBT) in živega srebra; vsebnost TBT-ja je bila celo 60-krat višja od dovoljene. Po izjavah direktorja Zavoda za zdravstveno varstvo Novo mesto g. Dušana Harlanderja, dr. med., spec., je bila zadnja resna raziskava Krke opravljena leta 1990. Rezultati analiz kakovosti voda za življenje sladkovodnih vrst rib v letu 2012 so pokazali, da so vrednosti za Krko (mesti vzorčenja Srebrniče in Podbočje) pod mejnimi vrednosti, vendar še vedno nad priporočenimi vrednostmi.
V mesecu avgustu 2013 je v Krki pri Kostanjevici poginilo večje število školjk, med katerimi je prevladovala vrsta potočni škržek z dolžino lupine do 10 cm. Vzrok pogina ni raziskan, ker Zavod RS za varstvo narave nima sredstev za interventne analize površinskih voda, občina Kostanjevica na Krki pa ni bila pripravljena pokriti stroškov analize. Ne ve se, ali so školjke žrtve podnebnih sprememb ali pa krajevnega onesnaževanja reke, visoke poletne temperature in pomanjkanje padavin pa so gotovo povzročili nizek vodostaj reke in pomanjkanje kisika. Nadzor vode v Krki sicer poteka v okviru državnega monitoringa, opravlja ga Zavod za zdravstveno varstvo Novo mesto na 13 mestih od Soteske do Brežic. Zadnji redni pregled je bil v mesecu juliju 2013, ko je bila voda še zadovoljive kakovosti.

## Ljudje in reka
Ob zgornjem toku Krke so nekoč delovali številni mlini in žage, saj je bil to edini vir vodne energije za celotno Suho krajino. »V 2. polovici 19. stoletja so redno mleli v 24 mlinih, phali ječmen, proso in ajdo v 3 stopah, izdelovali sukno v 2 valjkalnicah, žagali na 14 žagah in kovali v 5 kovačijah. Pri slednji številki niso upoštevani veliki kovaški in železolivarski obrati v Zagradcu in na Dvoru ter papirnica in usnjarna v Žužemberku.«  Po koncu 2. svetovne vojne so vodni obrati drug za drugim umirali, nekaj opuščenih še vedno stoji (npr. v Praprečah), v celotni zgornji dolini pa deluje samo še Štupnikov mlin v Zagradcu. Občina Žužemberk je Dimčev mlin v Budganji vasi in Jožmanov mlin v Drašči vasi razglasila za kulturna spomenika lokalnega pomena. Od nekdanjih žag deluje samo žaga na spodnjem koncu soteske, vendar že dolgo ne več na vodni pogon.
Skromna, a nekoč v davnini pomembna nahajališča železove rude v Suhi krajini in drugod po Dolenjskem so bila ena od osnov, ki so že v starejši železni dobi (8.–4. st. pr.n.š.) omogočila razcvet t. i. halštatske kulture, od katere so ostali ostanki številnih gradišč in gomilnih grobov. Tudi v srednjem in novem veku je bilo v dolini pomembno fužinarstvo, zlasti pri Zagradcu, kjer so poznane fužine v 16. stoletju, Žužemberku in predvsem na Dvoru, kjer so nekdanje fužine v 19. stoletju prerasle v veliko železarno, daleč naokrog poznano po izdelkih iz litega železa, ki pa so jo morali zaradi tuje konkurence leta 1896 zapreti. Danes je neposredno z reko povezan turizem, tako v zgornjem toku, kjer je ob reki več turističnih kmetij, kot ob spodnjem toku, kjer je najpomembnejša turistična točka grad Otočec z bogato turistično ponudbo (hotel, restavracija, golf igrišče, avtokamp). Na Dvoru deluje velika ribogojnica, manjša je tudi v vasi Krka.

## Varstvo narave
Celotna Krka, od izvira do izliva, je sicer vključena v varovana območja Natura 2000, vendar obstajajo številni pritiski za nove posege v to dolenjsko lepotico (male hidroelektrarne, širitev ribogojnic, čolnarjenje in raftanje prek lehnjakovih pragov), ki jih bo treba skrbno pretehtati in ohraniti reko v sedanjem dobrem stanju.
V zgornjem delu porečja Krke, kjer so številni kraški izviri, živijo številne endemične jamske živali. Tudi reka in njeni pritoki so biološko zelo bogati, saj v njih živi 52 vrst rib in ena vrsta piškurja (donavski potočni piškur Eudontomyzon vladykovi Oliva&Zanan 1959), od teh je 44 domorodnih in 8 tujerodnih. Kar 16 ribjih vrst je uvrščenih v Prilogo II Habitatne direktive; to so evropsko pomembne ribje vrste, za katere je Slovenija dolžna varovati njihove habitate, npr. upiravec (Zingel streber Siebold 1863), zvezdogled (Romanogobio uranoscopus Agassiz 1828), velika nežica (Cobitis elongata Heckel&Kner 1858). Krka je zelo pomembna tudi za športni ribolov; najpomembnejše lovne ribe so potočna postrv (Salmo trutta L. 1758), šarenka (Oncorhynchus mykiss Walbaum 1792) in lipan (Thymallus thymallus L. 1758).

## Galerija
- Lehnjakova pregrada pri Žužemberku
- Krka pri Glavanovem mlinu v Gornjem Kotu
- Krka med Stražo in Novim mestom
- Krka pred Novim mestom
- Krka nad gradom Otočec
- Lehnjakovi otočki nad gradom Otočec
- Jesensko tihožitje pri Kostanjevici
- Brv čez Krko v Kostanjevici
- Krka v snegu pri Krški vasi
- Krka pri Krški vasi